# میلنا ووکوتیک
میلنا ووکوتیک (ایتالیایی: Milena Vukotic؛ زادهٔ ۲۳ آوریل ۱۹۳۸) بازیگر اهل ایتالیا است.
از فیلم‌ها یا برنامه‌های تلویزیونی که وی در آن نقش داشته‌است، می‌توان به ریتا پشه، دوستان من،عشق یعنی حسادت، به نوبت، روزنگار سیاه، جذابیت پنهان بورژوازی، نامه‌هایی به ژولیت، شبح آزادی، میل مبهم هوس، نوستالژیا، عاشقان یکشنبه، زن خوب، تهاجم ۱۷۰۰، زندگی وردی، کروسان با خامه، شنبه، یکشنبه و جمعه، تعطیلات در مریخ، خون‌آشام اپرا، چشم، چشم بد، جعفری و رازیانه، چیزهایی برای ثروتمندان، یک پزشک در خانواده، بزرگ‌ترین شیادان عالم، عالی‌جناب و فانتوتزی ۲۰۰۰ – شبیه‌سازی اشاره کرد.